# 휘
휘(諱, taboo name)란 이름의 일종으로, 태어날 때 받은 진짜 이름을 말한다.

## 어원
"휘(諱)"라는 한자는 원래 "꺼리다"라는 뜻이다. 고중세 한자문화권에서는 귀인과 망자의 진짜 이름을 부르는 것을 피하는 습관이 있었기 때문에 진짜 이름은 "꺼리는 것"이라는 의미에서 "휘"라고 부르게 되었다. 그래서 휘 대신 부르는 이름으로 자(字), 호(號), 통칭(通稱), 시(諡), 관명(官名) 등이 만들어졌다.
휘를 부르거나 적는 것을 꺼리는 것을 피휘라고 한다.
왕의 이름을 휘로 하기도 한다.